# Cecil Beaton
Cecil Walter Hardy Beaton CBE (Londen, 14 januari 1904 – Broad Chalke, Wiltshire, 18 januari 1980) was een Engelse fotograaf, kostuumontwerper en artdirector.  Hij is vooral bekend door zijn elegante portretfoto's van prominente personen en zijn werk voor mode- en societybladen als Vogue en Vanity Fair. Tijdens de Tweede Wereldoorlog was hij voor de Britse overheid actief als oorlogsfotograaf in Groot-Brittannië, het Midden-Oosten en Azië.

Behalve fotograaf was hij ook artdirector en kostuumontwerper voor toneel en film; hij kreeg hiervoor een aantal keren een Oscar en een Tony Award.

## Leven en loopbaan
Beaton kreeg zijn eerste camera toen hij 11 jaar oud was. Hij werd vooral geïnspireerd door de portretfoto’s van actrices en elegante vrouwen uit de betere kringen die hij in bladen zag. Met zijn zusters als model probeerde hij deze foto’s te imiteren.
Hij studeerde korte tijd architectuur en kunst aan het St John's College van de Universiteit van Cambridge, maar was toen al meer geïnteresseerd in fotografie. Hij verliet de universiteit in 1925 en kwam in Londen in contact met ‘de ‘Bright Young People’, een groep jonge mensen uit de sociale toplaag die in het interbellum opvielen door hun onconventionele en uitbundige levensstijl. Schrijvers Evelyn Waugh en Nancy Mitford, en dichter John Betjeman behoorden ook tot deze groep.
Beaton wist als beginnend fotograaf naam te maken met portretten van vrouwen uit de hogere sociale klassen, zoals de invloedrijke Edith Sitwell. Eind jaren twintig trad hij als vaste fotograaf in dienst bij de tijdschriften Vanity Fair en Vogue. Hij bezocht Hollywood waar hij de belangrijkste filmsterren van die tijd fotografeerde, en Parijs waar hij bevriend raakte met Picasso en Jean Cocteau. In 1937 maakte Beaton de trouwfoto’s van de hertog van Windsor, de voormalige koning Edward VIII, en Wallis Simpson. In de jaren daarna zou hij regelmatig leden van de Britse koninklijke familie blijven fotograferen.
Tijdens de Tweede Wereldoorlog was hij als officiële oorlogsfotograaf in dienst van het Britse Ministerie van Informatie. Hij werkte in Groot-Brittannië, het Midden-Oosten en Azië. Een foto die hij in een Londens ziekenhuis maakte van een klein meisje dat bij een bombardement gewond was geraakt, en zijn geïdealiseerde, bijna sprookjesachtige foto’s van koningin Elizabeth (de latere koningin-moeder) werden door het ministerie gebruikt om in de Verenigde Staten de publieke opinie over de oorlog te beïnvloeden.
Na de oorlog hervatte hij zijn werk als portretfotograaf; hij maakte onder andere de officiële foto’s van koningin Elizabeth II na haar kroning in 1953. Tot in de jaren zeventig verschenen grote namen uit film, kunst, sport en muziek voor zijn camera. Ook hield hij zich met succes bezig met het ontwerpen van kostuums en decors voor theater en film.
In 1972 werd hij door koningin Elizabeth II geridderd en was daarna officieel sir Cecil Beaton, CBE. Twee jaar later werd hij getroffen door een beroerte waardoor hij deels verlamd raakte; ondanks deze beperking bleef hij actief als fotograaf.  Hij stierf in 1980, kort na zijn 76e verjaardag. 
Beaton hield gedurende zijn hele leven een dagboek bij, waarin hij ongezouten kritiek gaf op de beroemdheden die hij fotografeerde. Een deel van deze dagboeken werd al tijdens zijn leven gepubliceerd. Na zijn dood verscheen een uitgebreidere versie met fragmenten die hij in eerste instantie had weggelaten. Zijn dagboeken beschreven zijn bijzondere verhouding tot Greta Garbo en zijn homoseksuele relaties.

Portretfoto van Beaton door James Lafayette, ca 1923
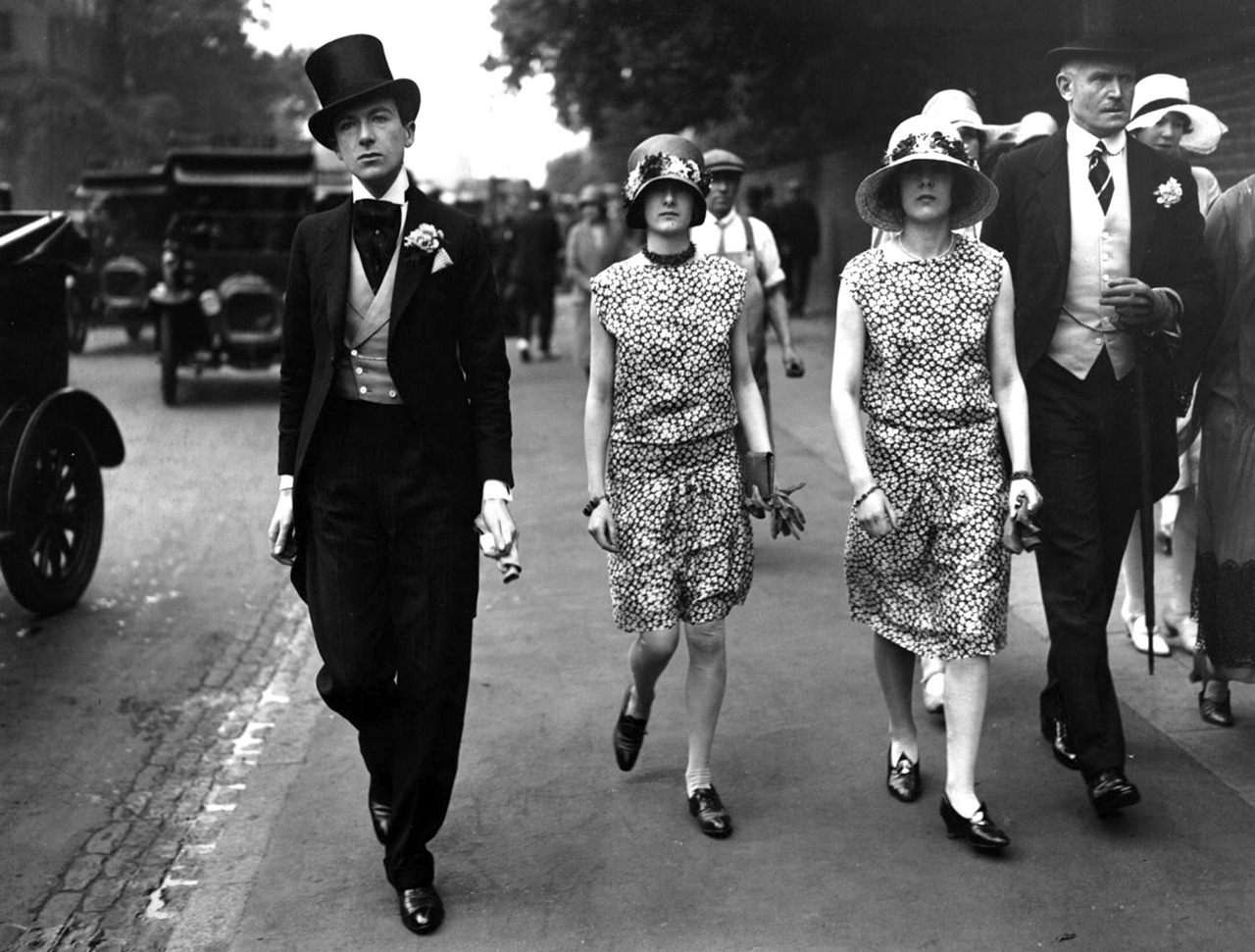
Cecil Beaton met zijn zusters Nancy en Barbara, zijn eerste modellen
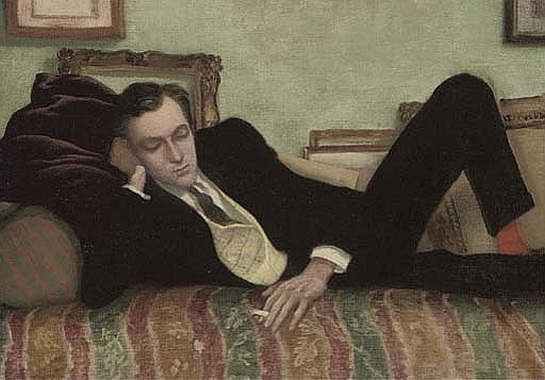
Cecil Beaton geschilderd door Rex Whistler (1935)
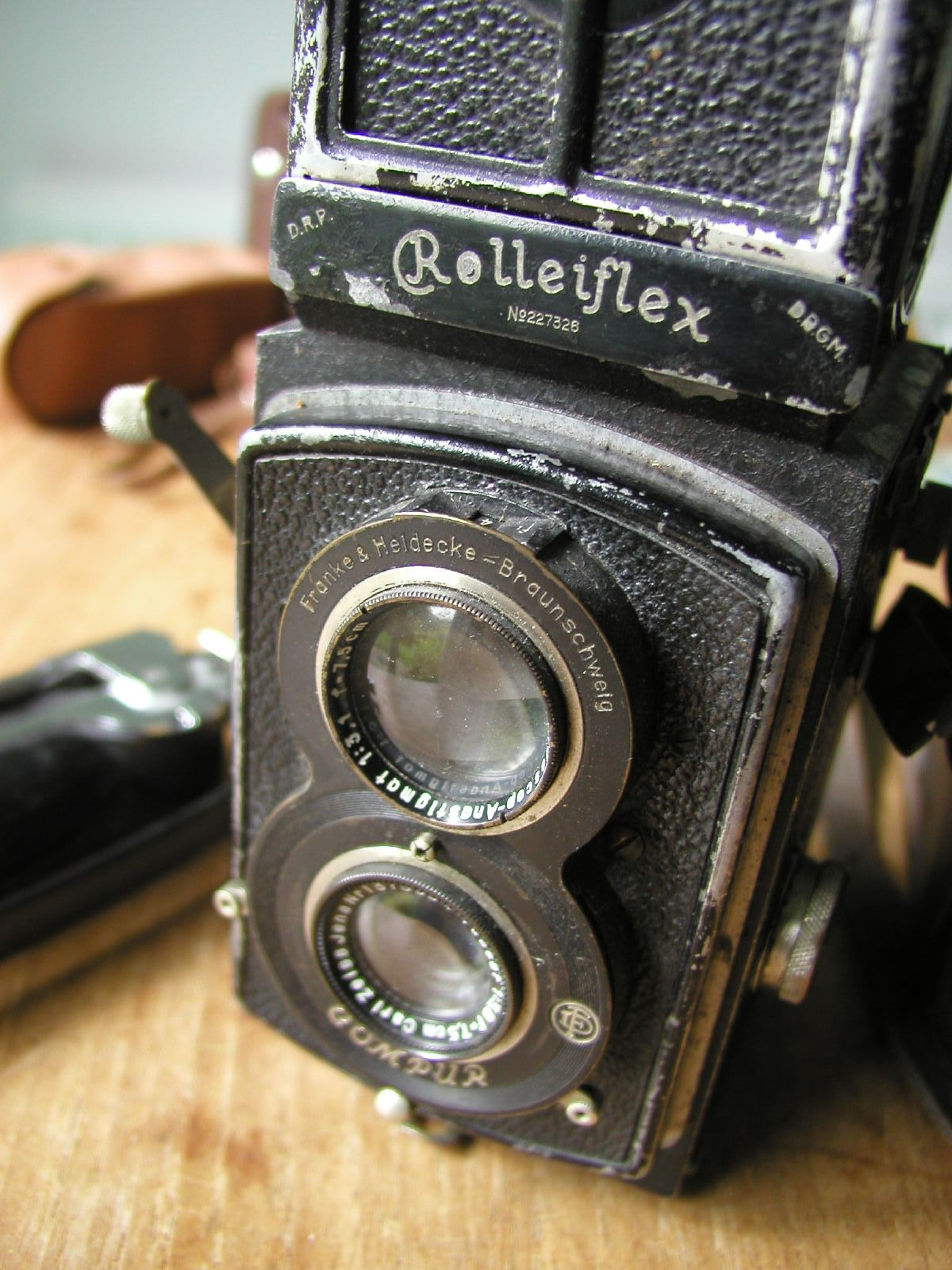
Rolleiflex- de camera waar Beaton het meest mee werkte

## Fotografie

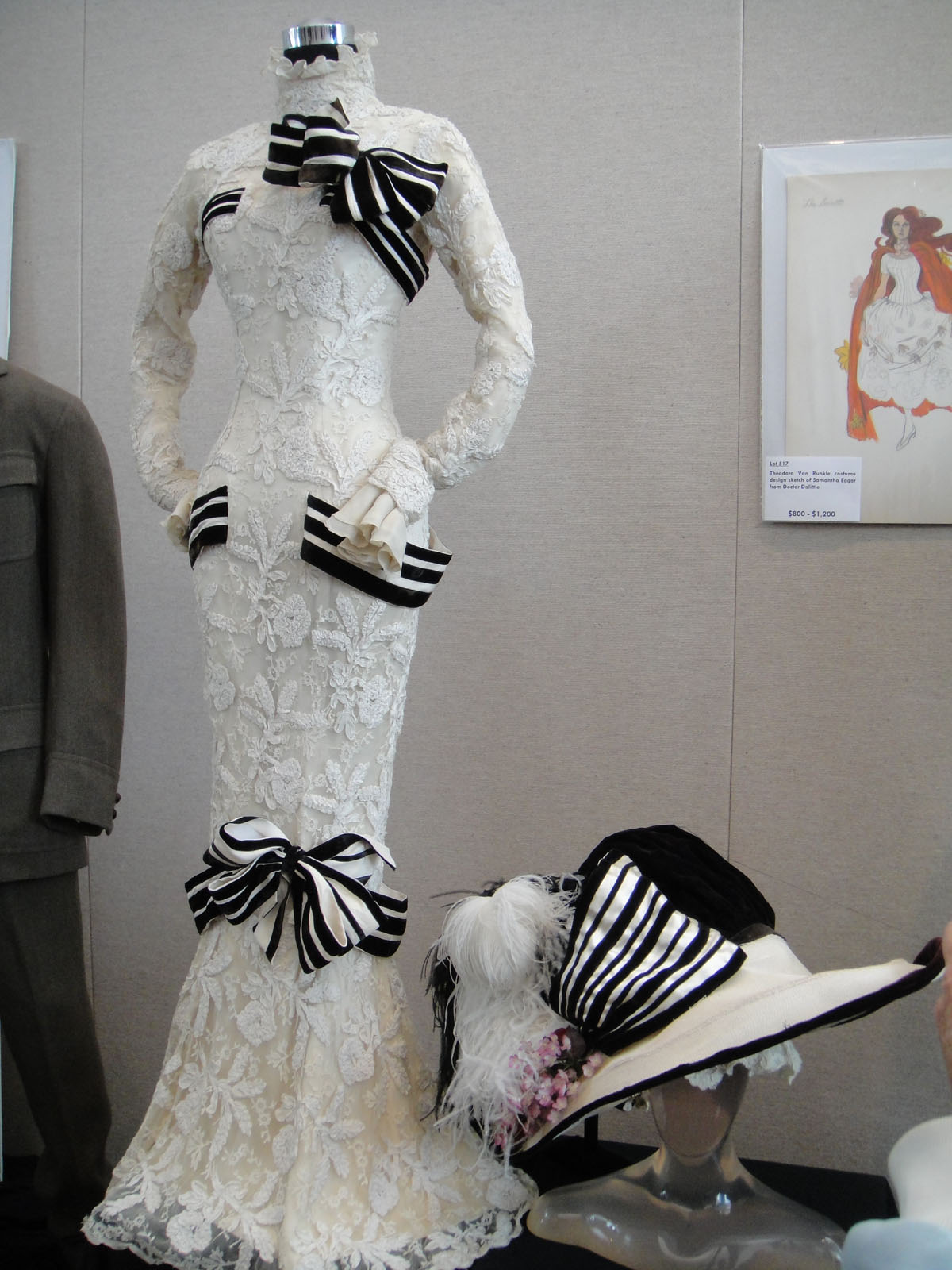
Door Beaton voor de film My Fair Lady ontworpen jurk

Beaton wordt door sommigen gezien als een van de beste fotografen aller tijden. Hij wordt algemeen in ieder geval gerekend tot de beste portretfotografen. Hij is vooral gewaardeerd vanwege de elegantie en ‘glamour’ van zijn beelden en heeft een grote invloed gehad op portretfotografie, ook op hedendaagse fotografen als David Bailey en Mario Testino.
In zijn vroege portretten vallen vooral de achtergronden op, soms gemaakt uit bijzondere materialen als aluminiumfolie of papier-maché. Vaak zit de geportretteerde in een ongebruikelijke houding, is gekleed in een bijzonder kostuum en omringd door decors en rekwisieten. Deze theatrale portretten waar de geportretteerde slechts een onderdeel is van een groter gestileerd geheel sloten aan bij het surrealisme, een belangrijke kunststroming uit deze periode. Bij zijn portretten van leden van de koninklijke familie in de jaren veertig liet Beaton zich echter juist inspireren door de traditie van geschilderde koninklijke staatsieportretten en de formele portretfoto’s van de vroege fotograaf Camille Silvy. Na de Tweede Wereldoorlog werd zijn stijl minder flamboyant.
Beaton fotografeerde bij voorkeur met een Rolleiflex. Hij staat niet bekend als een technisch zeer competente fotograaf. Zijn talent lag in de enscenering van foto’s en het kiezen van het juiste moment. Hij werkte lang voornamelijk in zwart-wit en begon pas in de jaren zestig regelmatig met kleur te fotograferen.

## Kostuumontwerp en artdirection
In de jaren vijftig ging Beaton zich meer bezighouden met theater en film. Hij won Tony Awards voor de kostuums die hij ontwierp voor de toneelstukken My Fair Lady (1957) en Coco (1970).  Voor de kostuums van de filmmusical Gigi (1958) en de filmversie van My Fair Lady (1964) kreeg hij een Oscar. Voor My Fair Lady won hij ook de Oscar voor artdirection.

## Foto's door Cecil Beaton

### Portretten

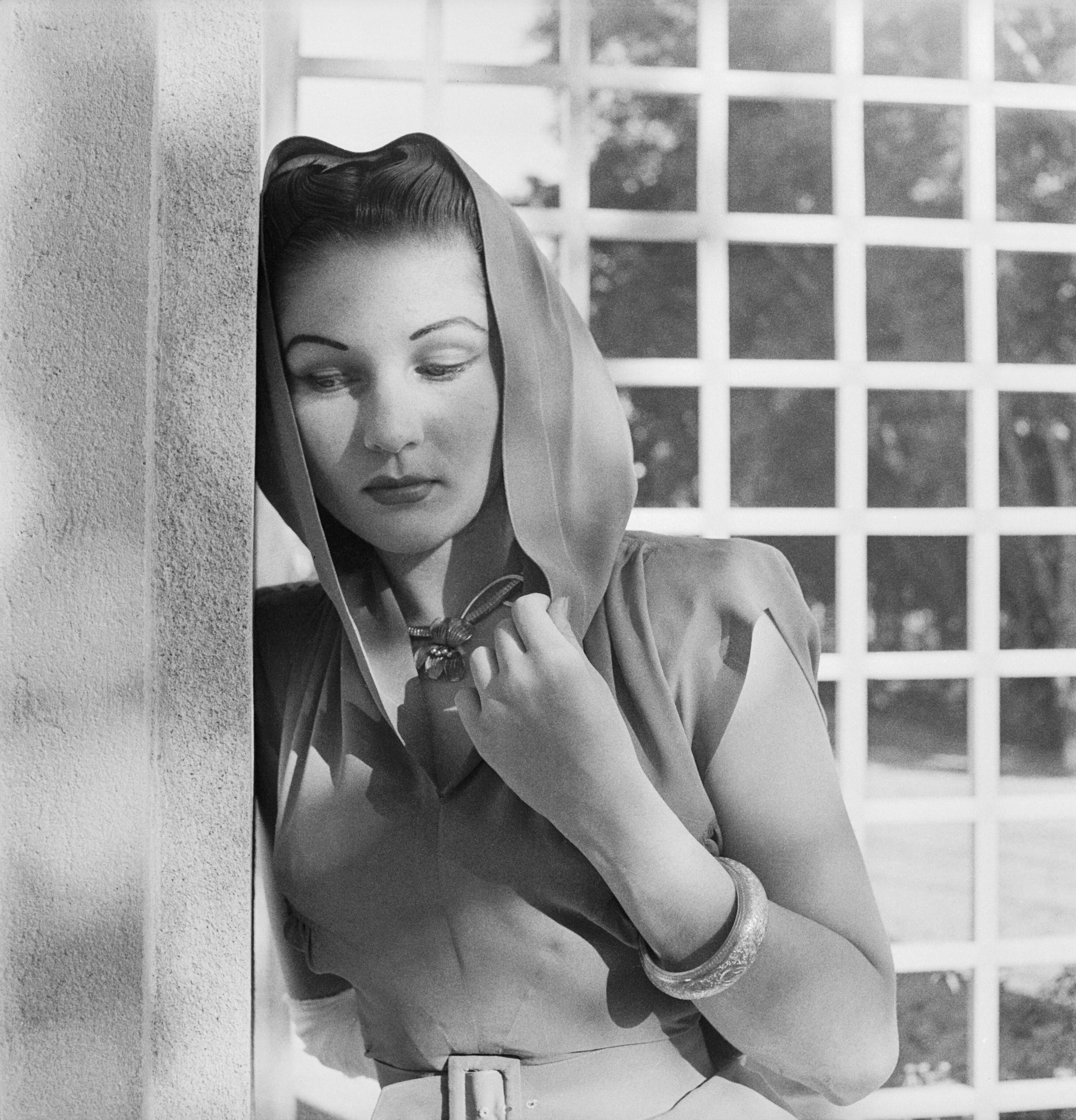
Koningin Fawzia van Iran
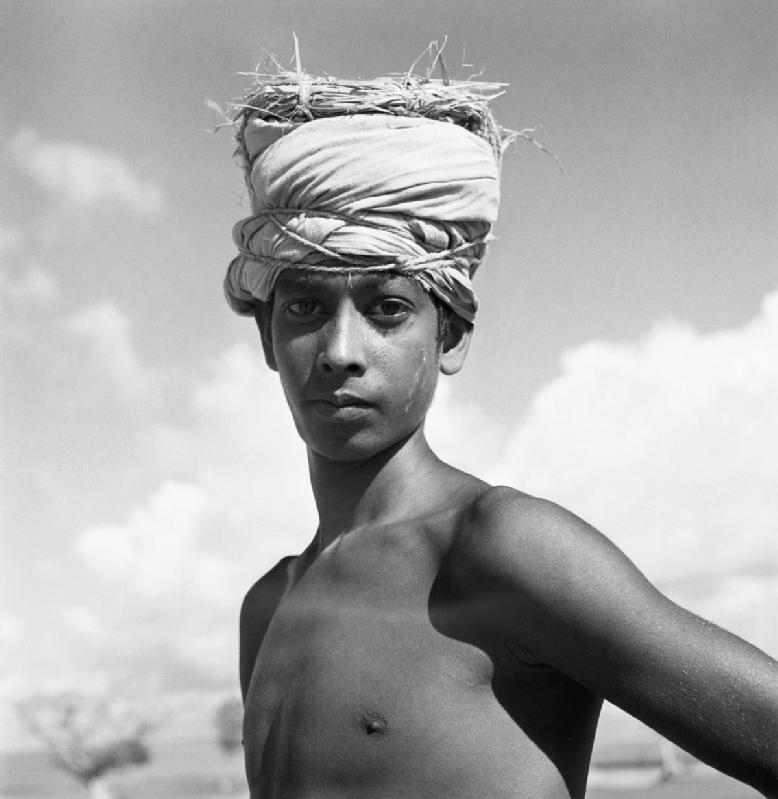
Bengaalse dorpeling
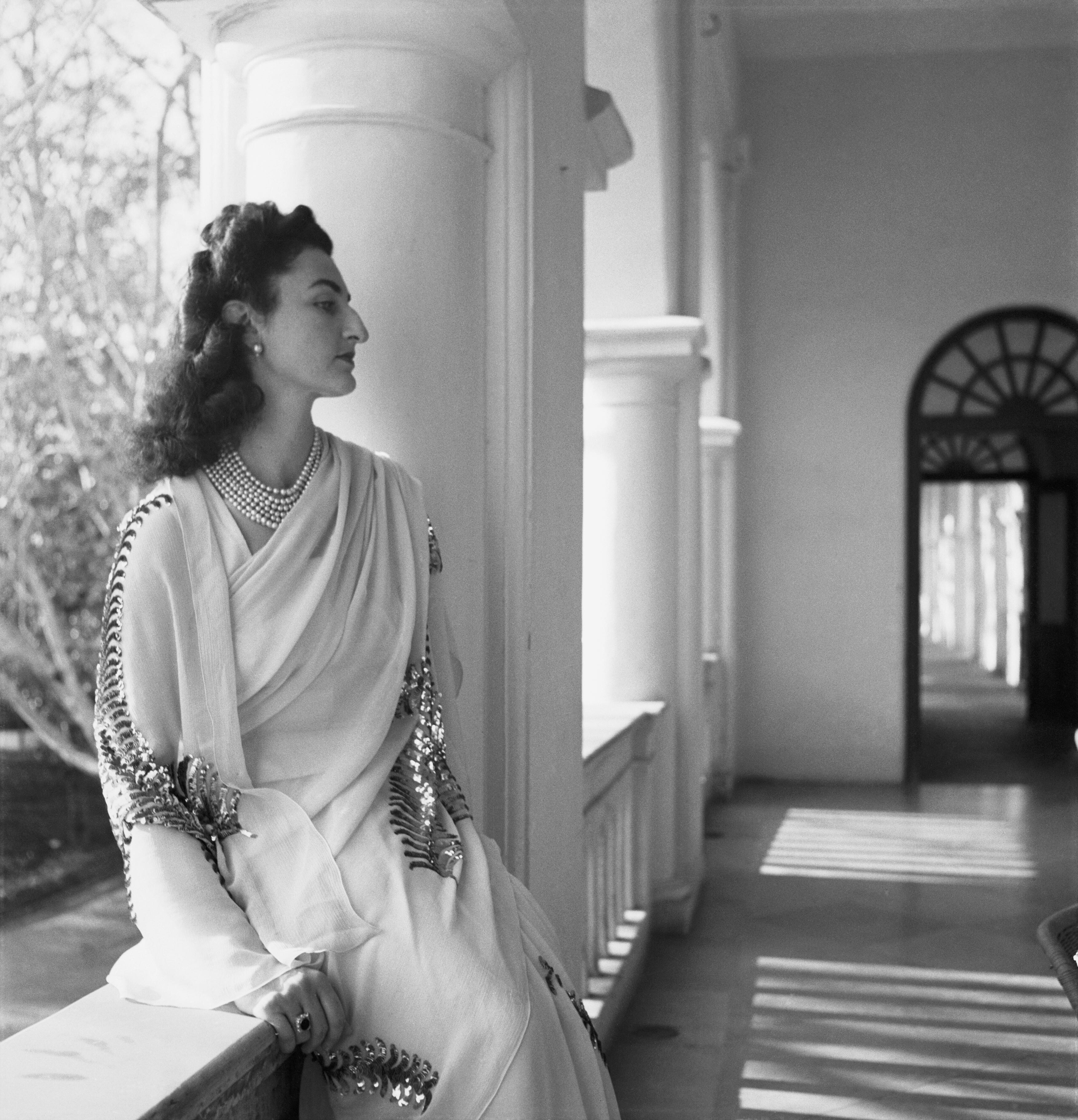
Prinses Dürrüşehvar van Berar
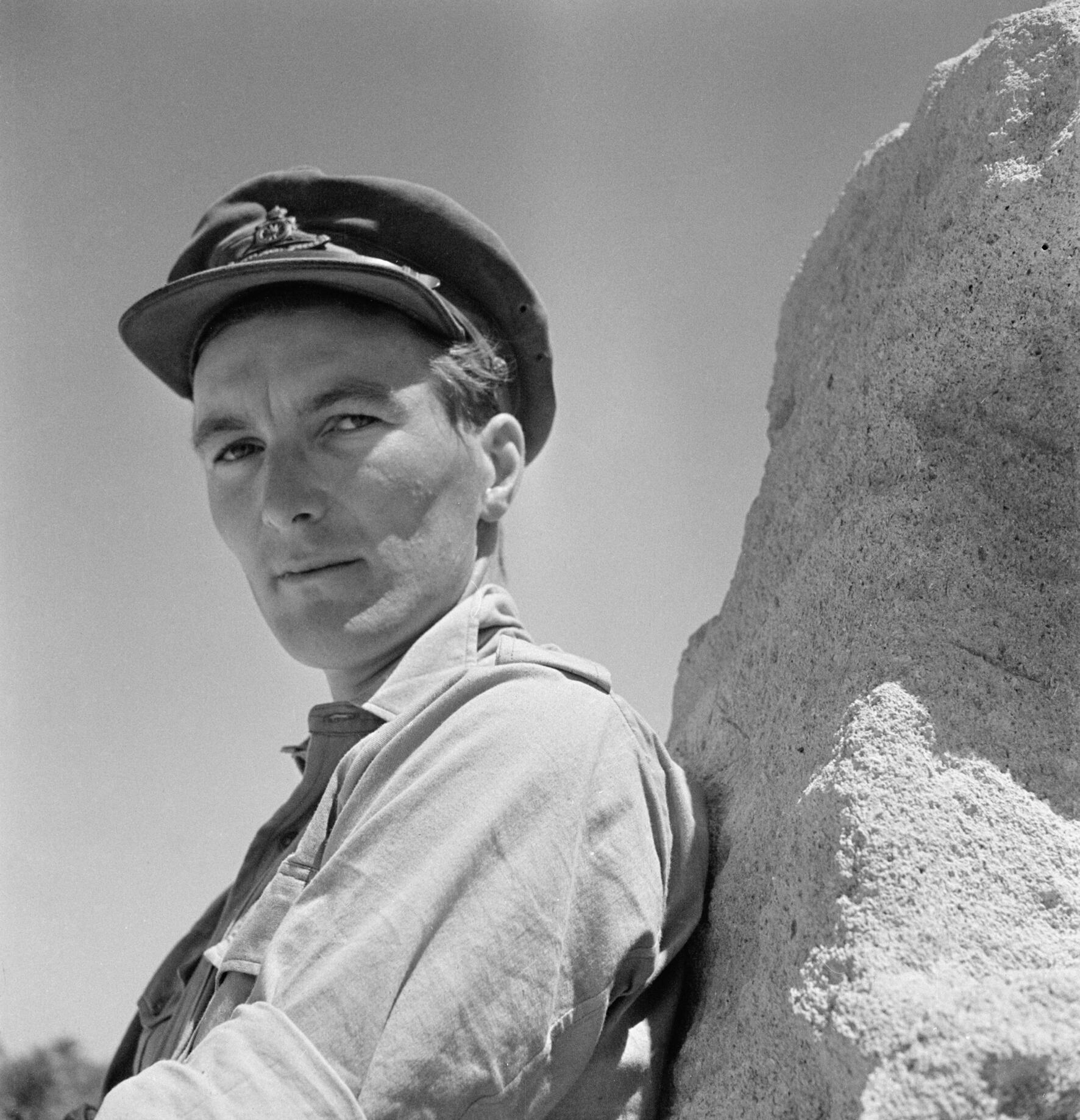
Officier van de Royal Artillery in Noord-Afrika

### Tweede Wereldoorlog in Verenigd Koninkrijk, Noord-Afrika en Azië

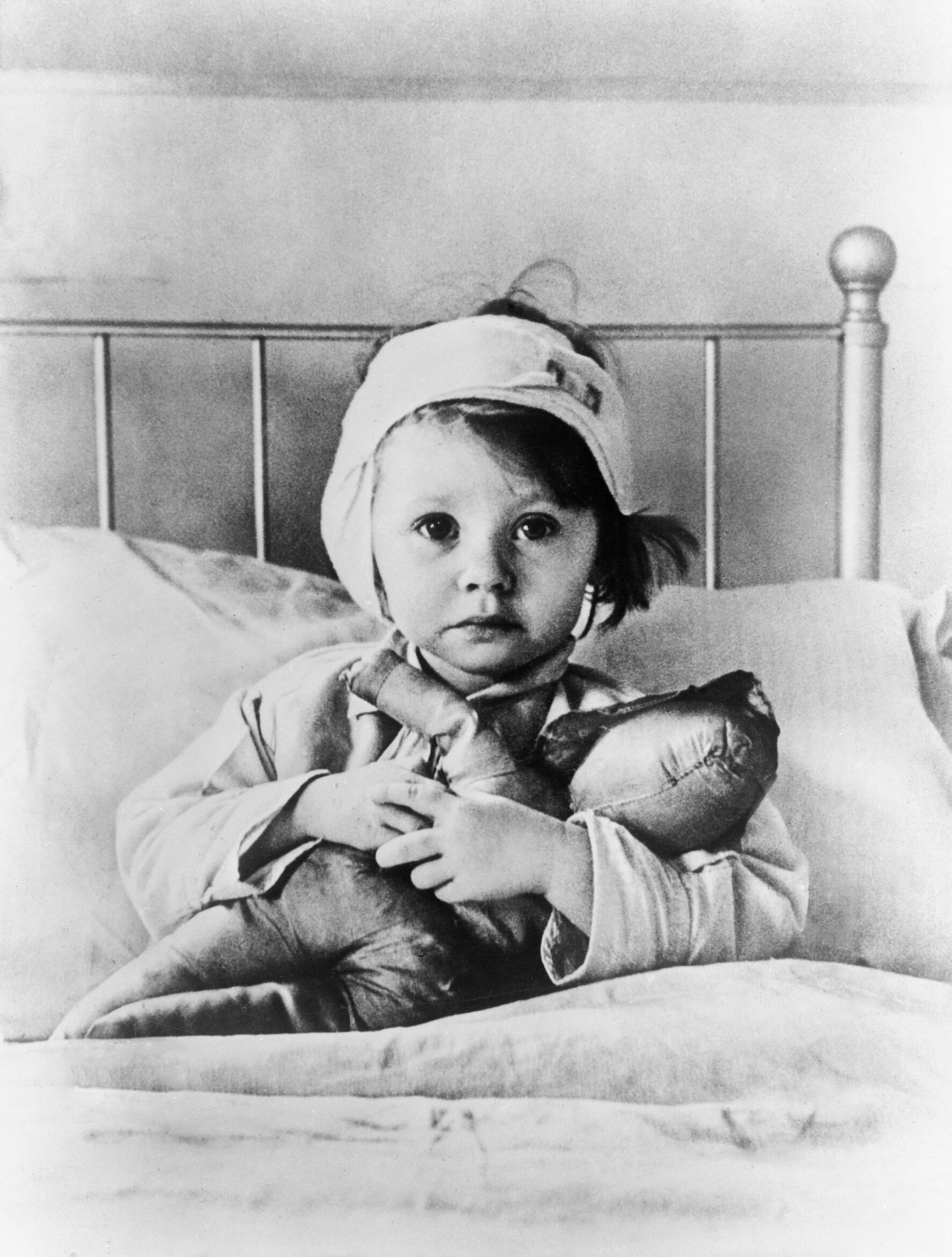
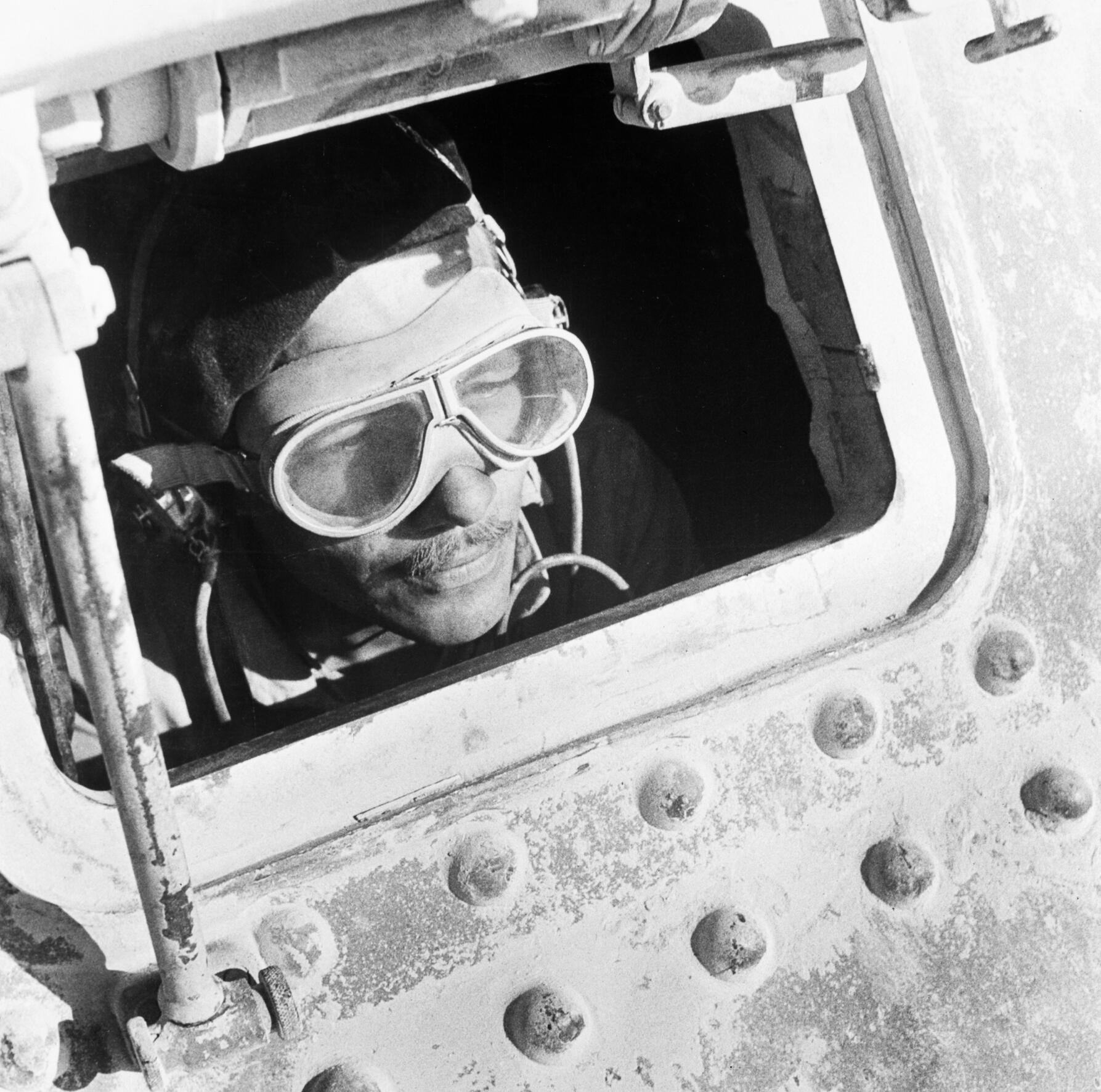
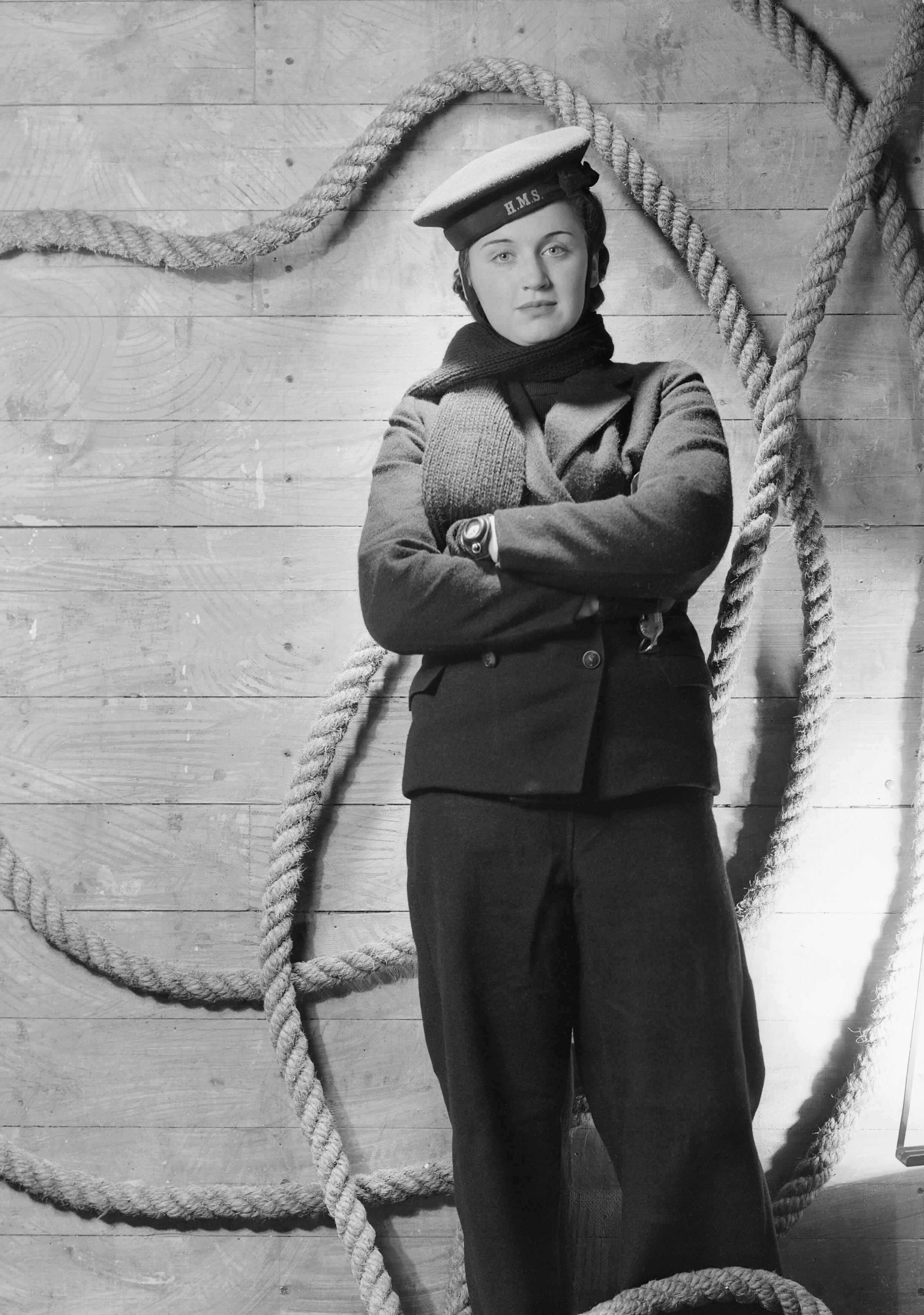
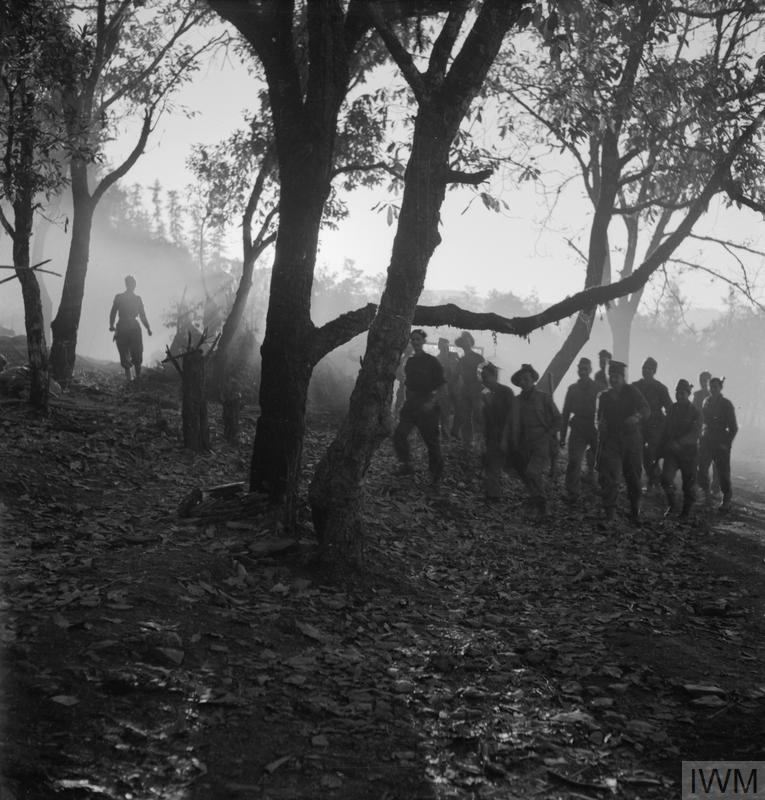